# František Černický
František Černický (16. září 1902 – 16. června 1973) je bývalý rakouský fotbalista, záložník a fotbalový trenér českého původu.

## Fotbalová kariéra
Hrál za SK Slovan Vídeň, SK Slavia Praha a SC Fives Lille. Se Slavií získal čtyřikrát mistrovský titul. Ve Středoevropském poháru nastoupil za SK Slavia Praha mezi lety 1927 a 1932 ve 14 utkáních. Za rakouskou reprezentaci nastoupil v 1 utkání.

## Ligová bilance
| Ročník                      | Zápasy | Góly | Klub            |
| --------------------------- | ------ | ---- | --------------- |
| Středočeská 1. liga 1927/28 | -      | 0    | SK Slavia Praha |
| Středočeská 1. liga 1928/29 | 10     | 0    | SK Slavia Praha |
| 1. asociační liga 1929/30   | 3      | 0    | SK Slavia Praha |
| 1. asociační liga 1930/31   | 14     | 0    | SK Slavia Praha |
| 1. asociační liga 1931/32   | -      | 0    | SK Slavia Praha |
| 1. asociační liga 1932/33   | 6      | 0    | SK Slavia Praha |
| Ligue 1 1933/34             | 20     | 0    | SC Fives        |
| Ligue 1 1934/35             | 26     | 0    | SC Fives        |
| Ligue 1 1935/36             | 23     | 0    | SC Fives        |
| Ligue 1 1936/37             | 30     | 0    | SC Fives        |
| Ligue 1 1937/38             | -      | -    | SC Fives        |
| LIGA CELKEM                 | -      | -    |                 |

## Trenérská kariéra
Trénoval SK Slovan Vídeň a Sturm Graz.